# Chad Cromwell

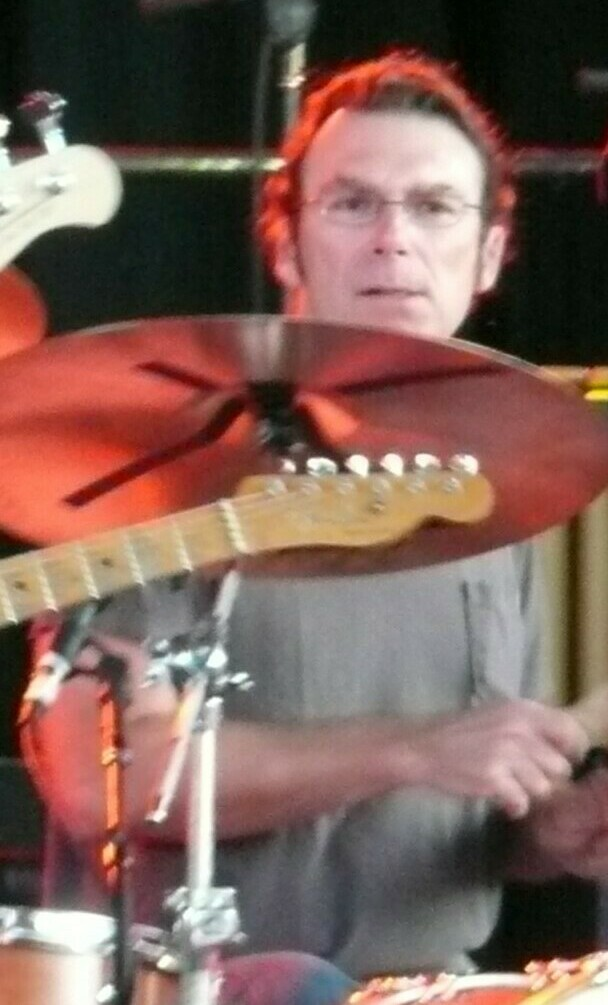
Chad Cromwell, 2009

Chad Cromwell (* 14. Juni 1957 in Padukah, Kentucky) ist ein US-amerikanischer Schlagzeuger, der besonders durch seine Zusammenarbeit mit Joe Walsh, Neil Young und Mark Knopfler bekannt geworden ist. Cromwell lebt und arbeitet in Nashville. Als Studiomusiker hat er auf zahlreichen Alben bekannter Künstler mitgewirkt; unter anderem an Aufnahmen für Diana Krall, Willie Nelson, Marty Stuart, Emmylou Harris, Bonnie Raitt, Jackson Browne, Joss Stone, Boz Scaggs, Peter Frampton, den Beach Boys und Crosby, Stills, Nash & Young.